# Erinaceota
Erinaceota – podrząd ssaków z rzędu owadożerów (Eulipotyphla) w obrębie nadrzędu Laurasiatheria.

## Zasięg występowania
Podrząd obejmuje gatunki występujące w Ameryce, Eurazji i Afryce.

## Podział systematyczny
Do podrzędu należą następujące występujące współcześnie rodziny:
- Erinaceidae G. Fischer, 1814 – jeżowate
- Soricidae G. Fischer, 1814 – ryjówkowate
- Talpidae G. Fischer, 1814 – kretowate

Opisano również rodziny wymarłe:
- Adapisoricidae Schlosser, 1887
- Amphilemuridae F. Heller, 1935
- Apternodontidae Matthew, 1910
- Diacodontidae Trouessart, 1879
- Dimylidae Schlosser, 1887
- Heterosoricidae Viret & Zapfe, 1951
- Nyctitheriidae Simpson, 1928
- Oligoryctidae Asher, McKenna, Emry, Tabrum & Kron, 2002
- Parapternodontidae Asher, McKenna, Emry, Tabrum & Kron, 2002
- Plesiosoricidae Winge, 1917
- Proscalopidae Reed, 1961
- Sespedectidae Novacek, 1985

Rodzaje wymarłe o niepewnej pozycji systematycznej i nie sklasyfikowane w żadnym z powyższych rodzin:
- Adunator Russell, 1964[10]
- Iconapternodus Tong Yongsheng, 1997[11] – jedynym przedstawicielem był Iconapternodus qii Tong Yongsheng, 1997
- Leipsanolestes Simpson, 1928[12] – jedynym przedstawicielem był Leipsanolestes siegfriedti Simpson, 1928
- Litocherus Gingerich, 1983[4]
- Luchenus Tong Yongsheng & Wang Jingwen, 2006[13] – jedynym przedstawicielem był Luchenus erinaceanus Tong Yongsheng & Wang Jingwen, 2006
- Mckennatherium Van Valen, 1965[14] – jedynym przedstawicielem był Mckennatherium ladae (Simpson, 1935)
- Talpavoides Bown & Schankler, 1982[15] – jedynym przedstawicielem był Talpavoides dartoni Bown & Schankler, 1982
- Talpavus Marsh, 1872[16]